# خربة الدير (الخليل)
خربة الدير قرية فلسطينية في محافظة الخليل جنوب الضفة الغربية. يبلغ عدد سكانها حوالي 355 نسمة حسب التعداد العام للسكان عام 2007، وهي من القرى المحتلة عام النكسة.

## التسمية
يعود تسمية القرية نسبة إلى دير الروم الكاثوليك الذي كان موجود فيها.

## التاريخ
كانت القرية الحديثة تبني علی آثار القرية القديمة وكانت تسمّي بنفس الاسم. وقد أسست القرية الحديثة في مطلع القرن الثامن عشر، وأسسها السكان الذين قاموا بانشقاقات من مدينة صوريف.

### الانتداب البريطاني على فلسطين
خلال فترة تعداد فلسطين 1931، الذي نفّذته سلطات الانتداب البريطاني، كان عدد سكان خربة الدير جزءًا من مدينة دورا في قضاء الخليل.

### الإدارة الأردنية للضفة الغربية
بعد حرب 1948 خضعت القرية تحت الحكم الأردني. وكان عدد السكان تقريبا 133 نسمة في عام 1961.

### حرب 1967
سقطت خربة الدير في يد الاحتلال بعد حرب النكسة، وبلغ عدد سكان القرية في عام 1967 نحو 301 نسمة.

## قائمة المراجع
- معهد الأبحاث التطبيقية – القدس (ARIJ). Khirbet Ad Deir Village: Fact Sheet
- ARIJ. Khirbet Ad Deir: Village Profile
- Conder، C.R.؛ Kitchener، H.H. (1883). The Survey of Western Palestine: Memoirs of the Topography, Orography, Hydrography, and Archaeology. London: Committee of the Palestine Exploration Fund. ج. 3. مؤرشف من الأصل في 2022-08-06.
- Government of Jordan, Department of Statistics (1964). First Census of Population and Housing. Volume I: Final Tables; General Characteristics of the Population (PDF). مؤرشف من الأصل (PDF) في 2022-12-25.
- Mills, E.، المحرر (1932). Census of Palestine 1931. Population of Villages, Towns and Administrative Areas. Jerusalem: Government of Palestine. مؤرشف من الأصل في 2022-06-30.
- Palmer، E.H. (1881). The Survey of Western Palestine: Arabic and English Name Lists Collected During the Survey by Lieutenants Conder and Kitchener, R. E. Transliterated and Explained by E.H. Palmer. Committee of the Palestine Exploration Fund. مؤرشف من الأصل في 2022-08-06.
- Perlmann, Joel (نوفمبر 2011 – فبراير 2012). "The 1967 Census of the West Bank and Gaza Strip: A Digitized Version" (PDF). Levy Economics Institute. مؤرشف من الأصل (PDF) في 2022-10-20. اطلع عليه بتاريخ 2016-06-24.